# 斎藤善右衛門 (9代)
斎藤 善右衛門（さいとう ぜんえもん、安政元年閏7月28日（1854年9月20日） - 1925年（大正14年）7月25日） は、戦前宮城県の資産家、政治家、実業家。石巻市黒沢斎藤家9代目。名は有成。前谷地村二等戸長、斎藤株式会社社長、財団法人斎藤報恩会理事長、仙台信託取締役社長。

## 生涯

### 修養時代
安政元年（1854年）閏7月28日、黒沢斎藤家の8代斎藤善次右衛門の長男として陸奥国桃生郡前谷地村黒沢に生まれた。幼名は養之助。黒沢斎藤家は東北三大地主と称される大地主の近代資産家であった。
地元で増田小五郎に四書五経の句読を受け、慶応3年（1867年）仙台に出て叔母すゑの白幡嘉膳宅に住み、藩校養賢堂に通い、秋保太輔に経史、桜田景輔に剣道を学んだ。
慶応4年（1868年）5月2日父が白河口の戦いで戦死し、家督を継いだ。明治元年（1868年）12月桃生郡が仙台藩領から外れると、士分を保つため仙台に住み、善寿郎と改称した。明治2年（1869年）4月1日仙台藩再興のため蹶起した見国隊に屋敷を襲われ、家財を押収された。明治3年（1870年）10月家禄を奉還して帰農し、11月祖父から善右衛門を襲名し、横沢周治・堀江復・今野直好を家庭教師に招いて学問を学んだ。
明治4年（1871年）4月前谷地村長、5月二等戸長となったが、事務は叔父廉吾に一任した。1874年（明治7年）4月8日辞職すると、後任遠藤雄吾から地券の土地検査における不正を告発されたが、捜査で不正は認められなかった。
1875年（明治8年）3月関西に出て、西日本各地を行商しながら各地の酒造家に海外輸出を持ちかけ、長崎から大陸渡航を構想したが、8月母の病気により帰郷した。1876年（明治9年）8月から1878年（明治11年）8月まで家業の預金・貸金請求等に係る訴訟事務を担当した。
1878年（明治11年）11月後見人廉吾が隠居し、全権を得た。1880年（明治13年）10月宮城県会議員に当選したが、辞退した。1881年（明治14年）4月から6月まで再び関西を遊歴し、日本酒海外輸出会社の設立を呼びかけたが、賛同者を得られず帰郷した。

### 事業の拡大

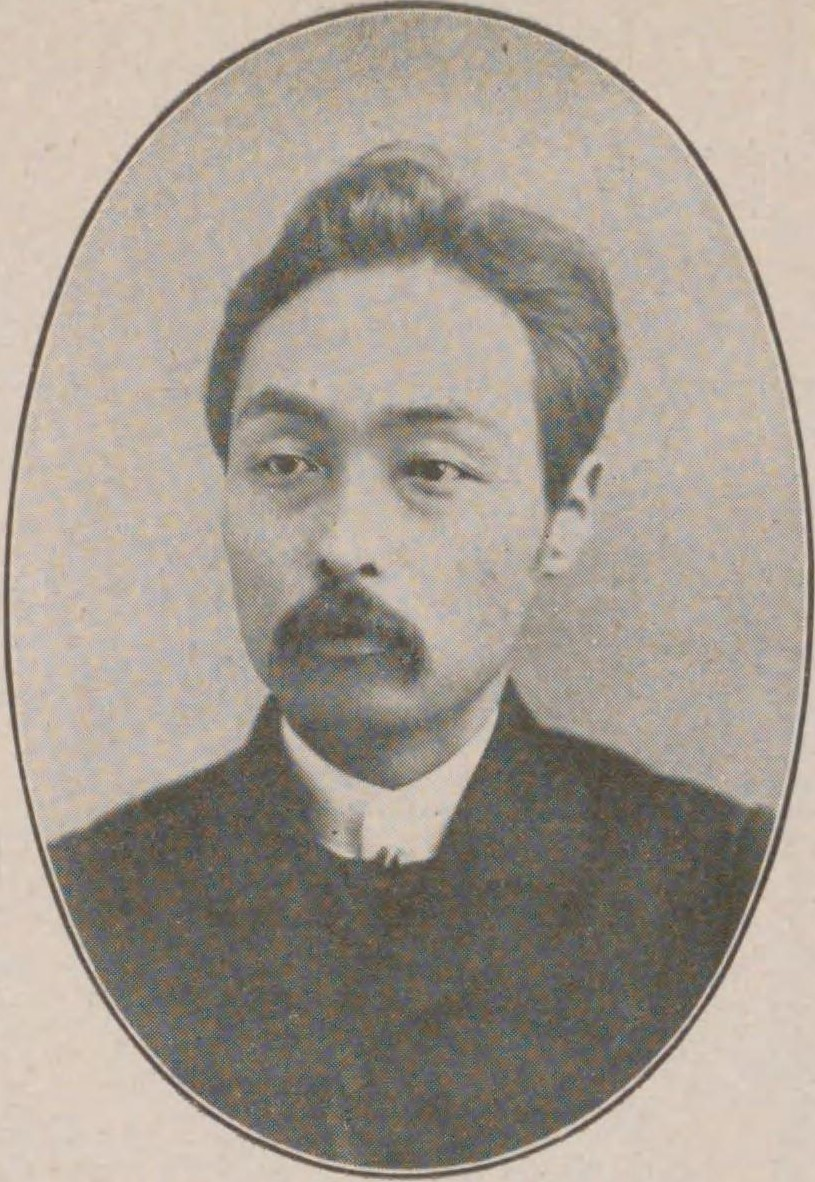
1890年（明治23年）、37歳

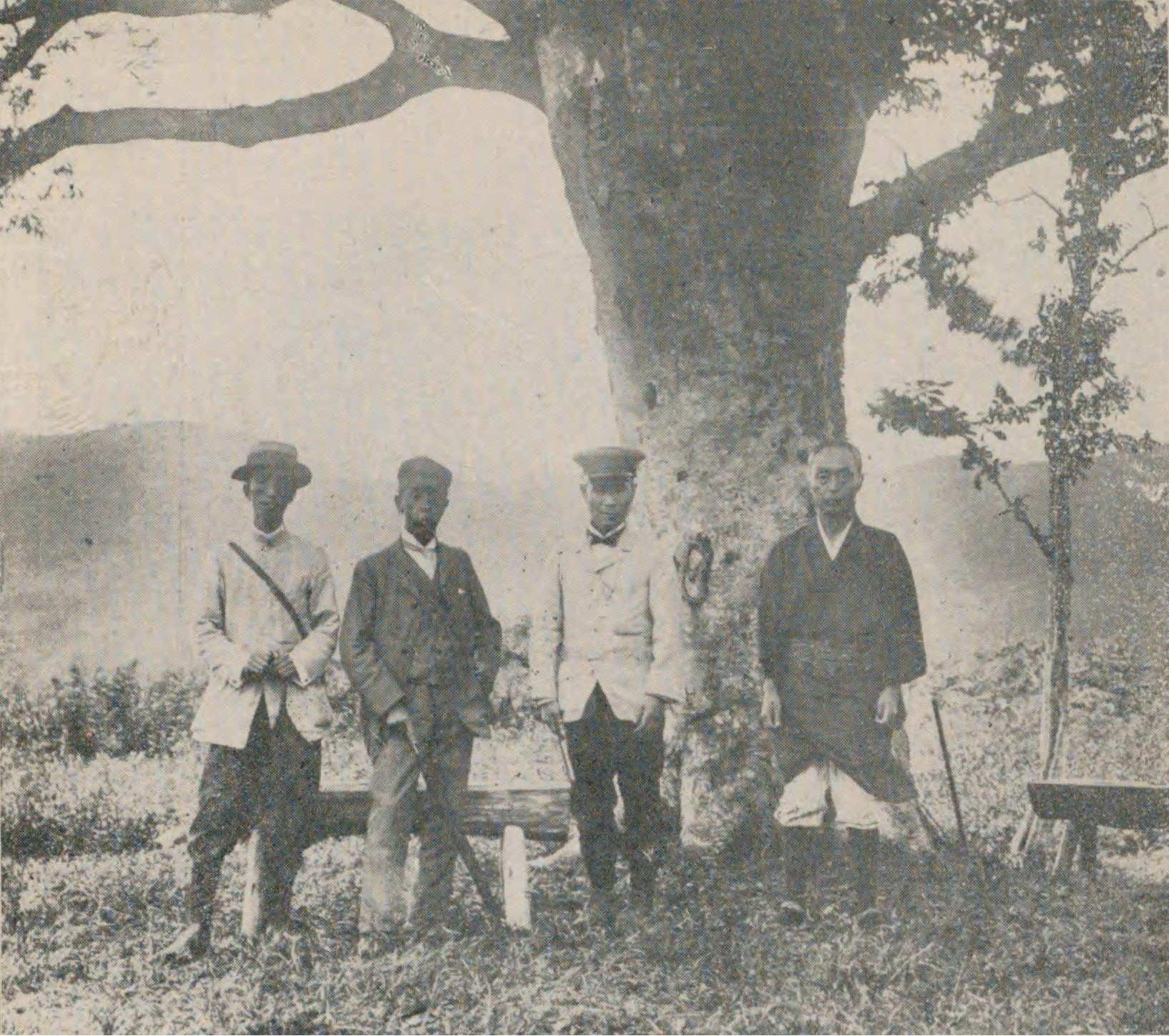
宝ヶ峰での斎藤善次右衛門と坪井正五郎（明治43年7月）

1882年（明治15年）質業、1889年（明治22年）酒造業を廃し、金穀貸付業に専念した。1890年（明治23年）1月14日川崎銀行顧問役山口俊作の不動産管理会社山口店を買収し、1,115町歩の巨大地主となった。
1890年（明治23年）2月前谷地村長に当選したが、辞退した。6月第1回貴族院多額納税者議員選挙に立候補したが、金須松三郎に1票差で敗れた。1892年（明治25年）第2回衆議院議員総選挙に宮城県第5区から当選し、2月17日衆議院議員となって有楽組に属したが、事業と両立できず、1893年（明治26年）10月14日辞任した。
資本蓄積が進むにつれ、地元の小農民への貸付から、隣接県の周旋人を通じた融資へと事業を拡大した。1893年（明治26年）周旋人貝山大説を介して福島県安達郡・田村郡の貸金業者大内組・松本組・佐久間組に融資し、1894年（明治27年）12月利息遅滞者の抵当地を売却したところ、1897年（明治30年）10月詐欺取財罪等で告訴され、福島監獄に収監されたが、1899年（明治32年）6月宮城控訴院で逆転無罪となった。
また、1895年（明治28年）6月頃遠田郡不動堂村の債務者石塚辰造の収益管理を代行し、1900年（明治33年）抵当地を取得したところ、1902年（明治35年）1月詐欺取財罪で訴えられ、7月2日古川未決監に収禁されたが、10月31日証拠不十分で予審免訴となった。
1905年（明治38年）1月京都に出て、東本願寺の財政を再建した。
1909年（明治42年）12月、廃藩置県以来国有林に編入されていた北村箱清水前山森林を国有土地森林原野下戻法に基づき取り戻し、東端山頂を開運山と命名し、1910年（明治43年）3月無一庵を建築した。道路工事中石器時代の遺物が見つかったため、7月坪井正五郎を招いて発掘調査を行い、宝ヶ峯遺跡と名付けられた。

### 事業法人斎藤株式会社、財団法人斎藤報恩会の設立

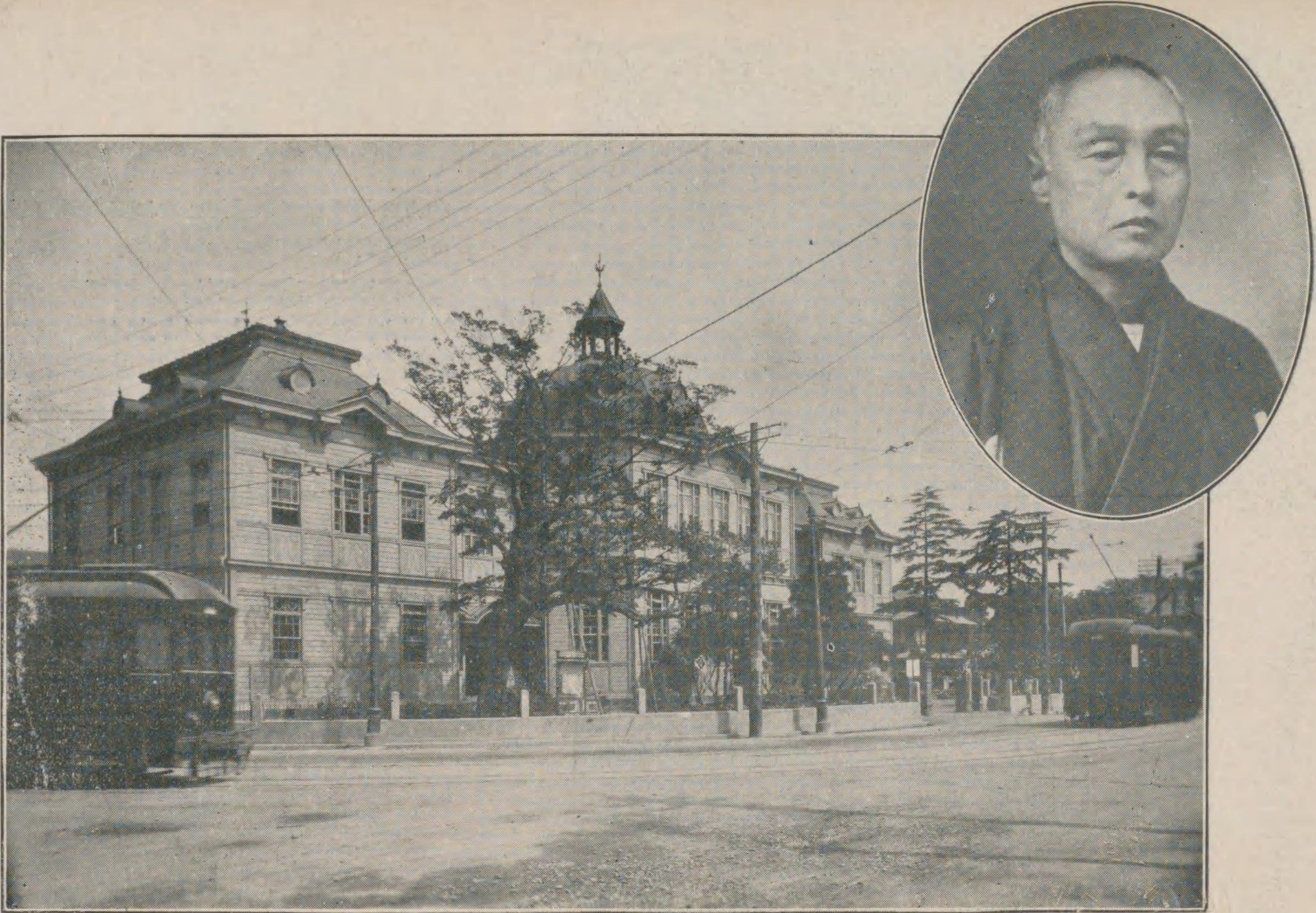
斎藤善右衛門（明治44年）と宮城県図書館（昭和3年）

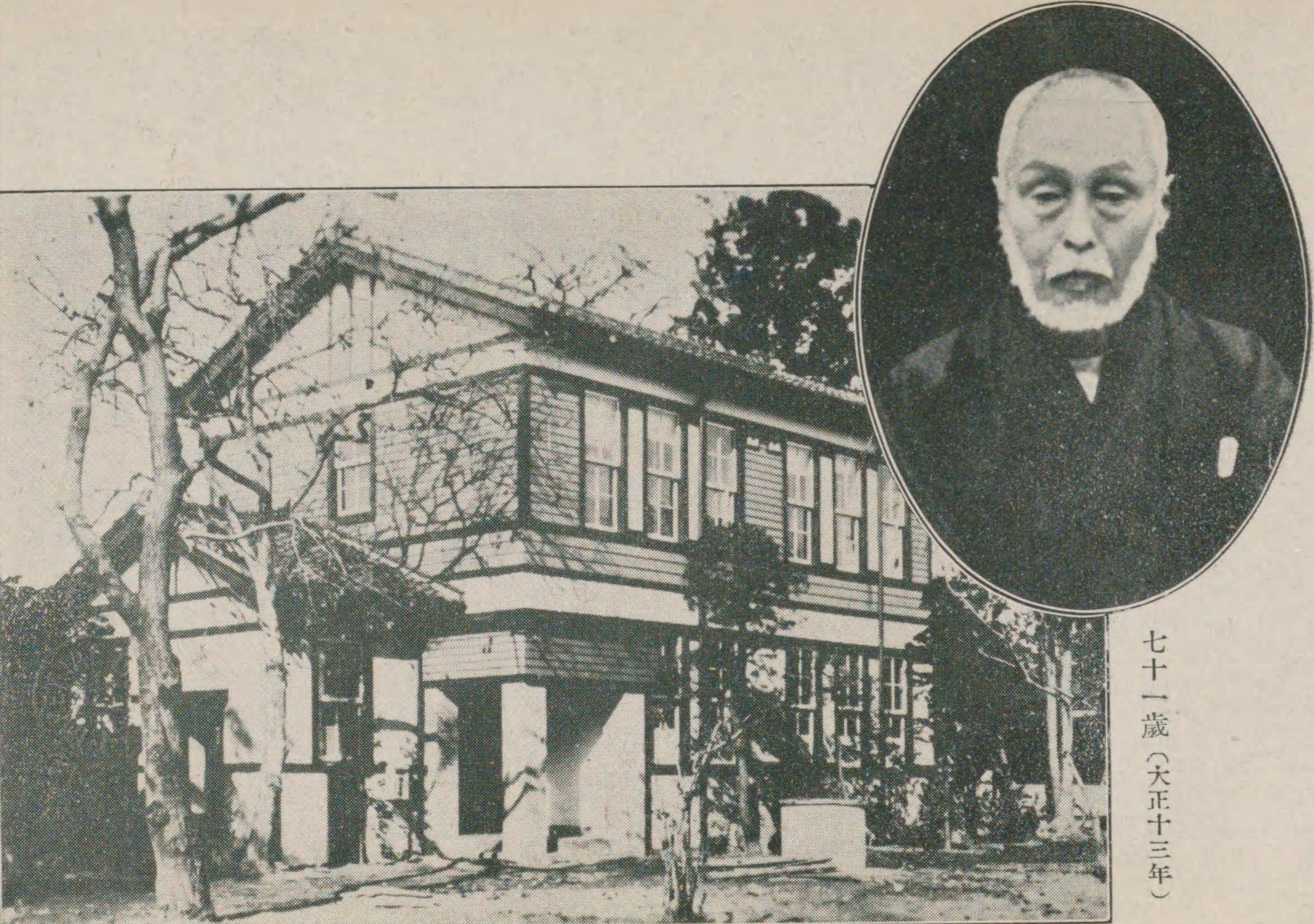
斎藤善右衛門（大正13年）と斎藤報恩会仮事務所（大正15年）

明治40年代には銀行の台頭により貸金業が停滞したため、1909年（明治42年）12月三井合名会社・安田銀行の事例を参考に斎藤株式会社を設立し、都市貨幣市場に進出した。明治40年代は鉱業・電気事業に投資し、1913年（大正2年）神奈川県の開発地を取得した。
1914年（大正3年）樺太での漁業権等を取得し、斎藤会社漁業部・回漕部・汽船部として海馬島・留萌での北洋漁業等の経営を試みたが、1919年（大正8年）日魯漁業に売却した。大正末年には鉱業権の保有に転換し、石炭部・松原炭販売部で茨城無煙炭鉱・松原炭鉱の経営も試みた。
1919年（大正8年）5月宮城県図書館博物標本陳列室の標本購入基金1万円を寄付し、11月11日紺綬褒章を受章した。1921年（大正10年）根津嘉一郎の武蔵高等学校創立に感銘を受け、6月8日肝煎宮島清次郎に相談し、10月300万円で財団法人斎藤報恩会を創立し、理事長となった。
1923年（大正12年）鹿又村を中心に小作争議が起きると、1924年（大正13年）12月信託法・信託業法に基づき仙台信託株式会社を創立して取締役社長となり、田畑を信託して対抗した。

### 死去
1923年（大正12年）1月31日午後、書斎で家人と談話中中風を発症した。1925年（大正14年）5月22日仙台で仕事を終えた際、風邪のため東二番丁別邸に留まったが、徐々に腎臓等を患い、7月25日午前2時40分死去した。同日勲三等瑞宝章を受章し、東本願寺法主大谷光演から弘済院釈清楽の法名を贈られた。28日北村箱泉寺で火葬され、1926年（大正15年）7月2日前谷地村龍石寺山上に葬られた。
長男養次郎が家督を継いで10代斎藤善次右衛門を襲名し、佐藤会社・斎藤報恩会・仙台信託を引き継いだ。

## 人物

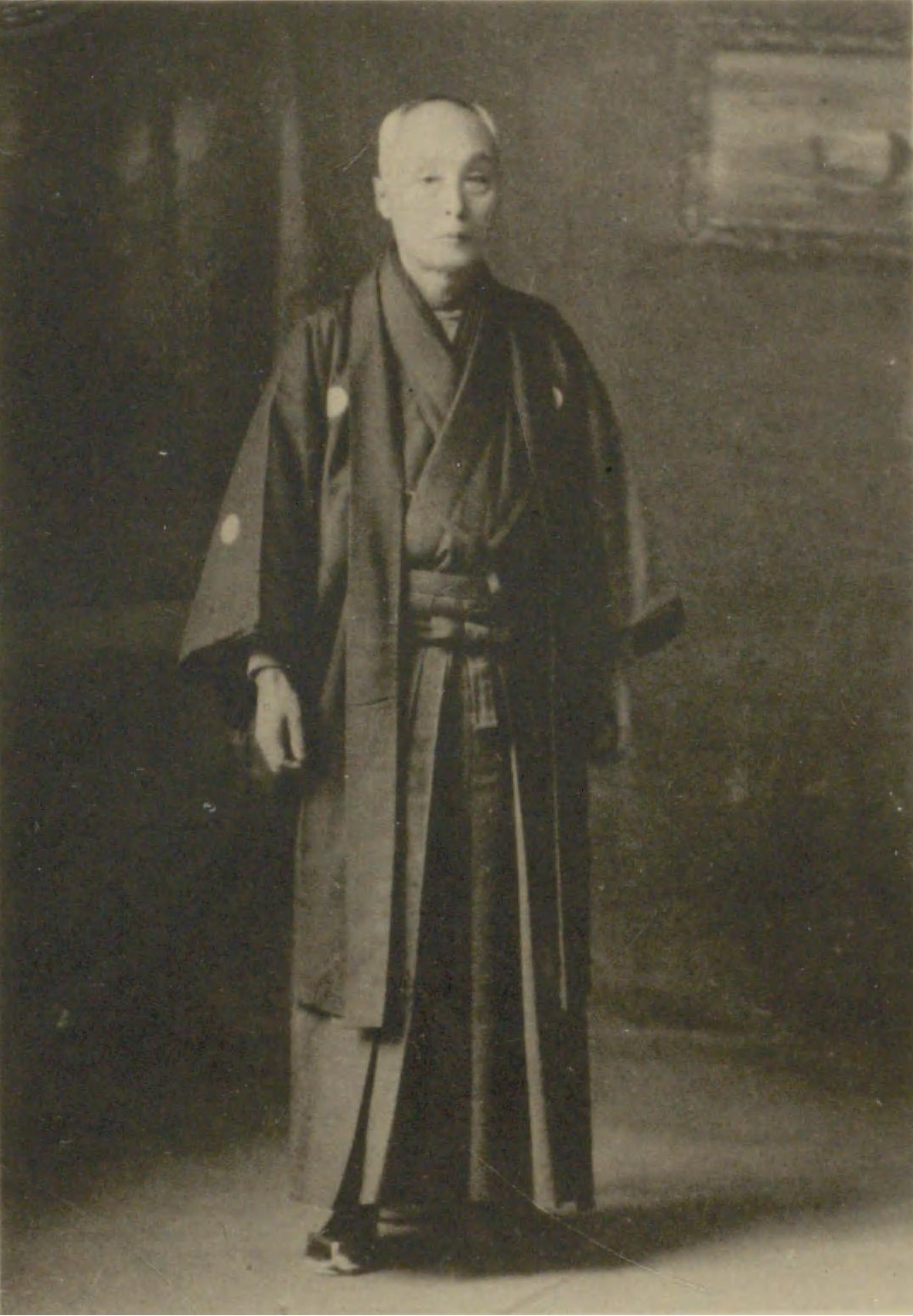
1921年（大正10年）、68歳

身長は5尺5寸。藩校で剣道を学び、中年で宇津井広道に弓術を学んだ。
呪禁・祈祷・占筮・気合術・千里眼・透視術・催眠術に興味を持ったほか、宗教的救済を求めて仏教に帰依し、1915年（大正4年）6月真言宗から浄土真宗大谷派に改宗し、1916年（大正5年）仙北同行講を組織した。
愛読書は新律綱領、中村正直『自由之理』、福沢諭吉『西洋事情』、『益軒十訓』。1902年（明治35年）11月黄金岡に山荘を建設した際、『益軒十訓』に因み清楽亭と名付けた。
晩年教訓歌を作り、『無一庵道歌集』を編集した。

## 親族

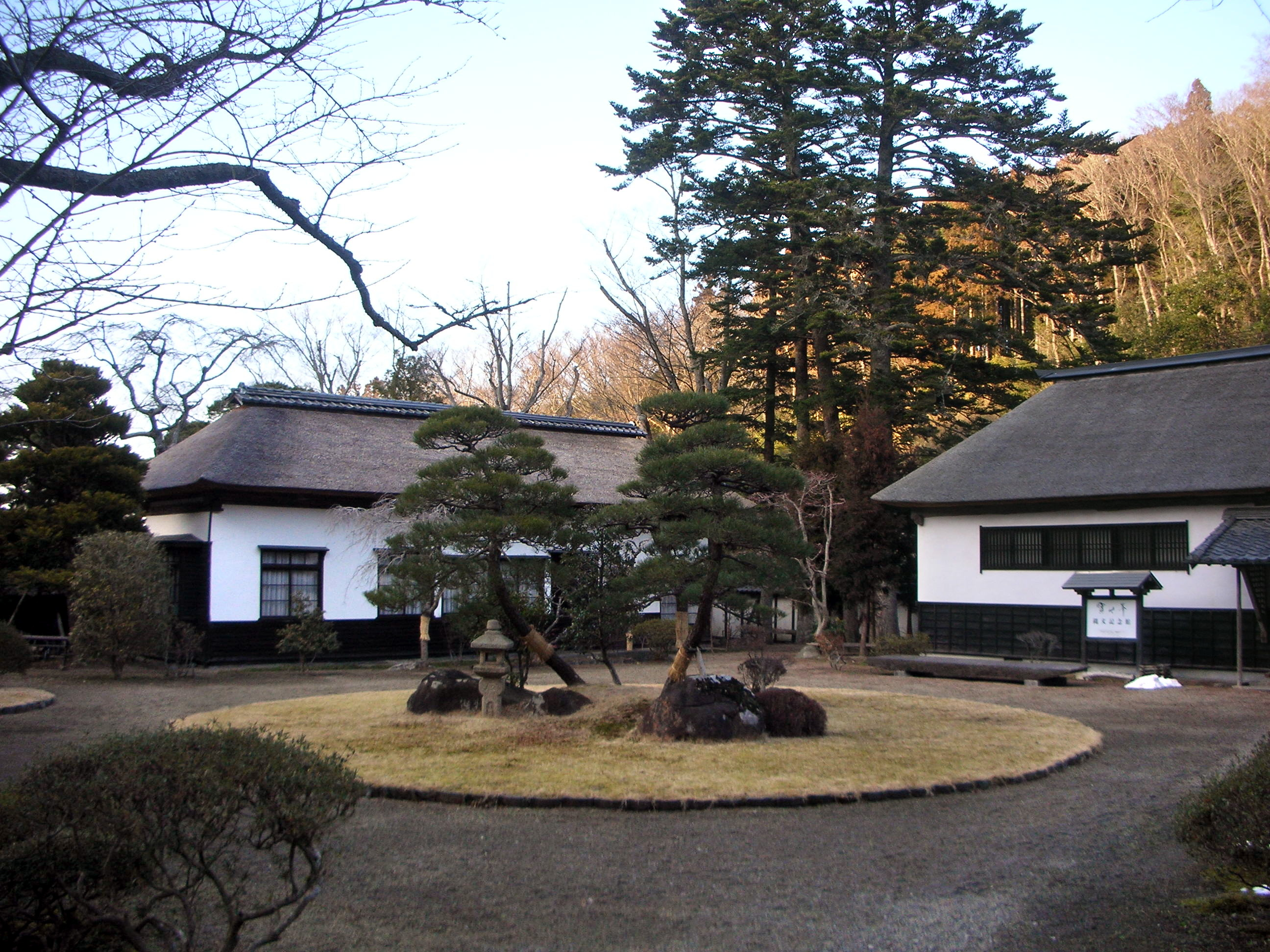
齋藤氏庭園（国指定名勝）

遠祖斎藤壱岐は寺池城主葛西晴信に仕え、天正18年（1590年）奥州仕置後、前谷地村に逃れた。その6世孫又右衛門の長男市郎左衛門が中埣斎藤家、次男善九郎が黒沢斎藤家を創始した。
- 父：斎藤善次右衛門 (8代) - 名は有房[58]。慶応4年（1868年）5月2日白河口の戦いで戦死[4]。
- 母：とくゑ - 仙台藩士菅野菅之助妹、安積覚治養女。1875年（明治8年）7月31日没[59]。
  - 姉：ちとせ - 仙台藩士庵原三郎右衛門妻[59]。
  - 姉：とみゑ - 仙台藩士小原安五郎妻[59]。
  - 姉：やす - 石巻町医遠藤隆安妻[59]。
  - 弟：善次郎[5] - 前名は数馬。1881年（明治14年）6月22歳で没[59]。
  - 弟：黒沢直衛 - 字赤羽根に分家。1924年（大正13年）7月64歳で没[60]。
- 妻：いよ - 仙台藩士練生川清定三女。明治元年（1868年）11月4日生[59]。1885年（明治18年）結婚[61]。
  - 子：斎藤善右衛門 (10代) - 名は有道[60]。斎藤会社社長、斎藤報恩会理事長、仙台信託社長[46]。
    - 孫：齋藤養之助 (11代) - 斎藤報恩会理事長。

  - 子：文次郎 - 1913年（大正2年）8月4日24歳で没[60]。
  - 娘：なつ - 志田郡志田村佐々木圭助妻[60]。
  - 子：小三郎 - 1925年（大正14年）9月13日30歳で没[60]。
  - 娘：きく - 埼玉県忍村指田貫一妻[60]。
  - 娘：ゆき - 1905年（明治38年）11月生[60]。

1945年（昭和20年）3月仙台信託は三和信託に営業譲渡、戦後斎藤会社の土地は農地改革により買収され、衰退したが、屋敷の一部は齋藤氏庭園として現存する。